# 锡夫里-朗斯
锡夫里-朗斯（法語：Sivry-Rance，法語發音：[sivʁi ʁɑ̃s] ⓘ）是比利时瓦隆大区埃諾省蒂安區的一个市镇，西面与法国接壤，通行法语，是比利时法语社群的一部分，面积73.56平方千米，人口4,833人（2018年1月1日）。